# Aseptis pluraloides
Aseptis pluraloides là một loài bướm đêm trong họ Noctuidae.